# Zhong Chan Er Bu
Zhong Chan Er Bu is een militaire geheime dienst van de Volksrepubliek China. De dienst is actief in veel andere landen en heeft als doel technologische kennis te verwerven.